# Bull-mastiff brasileiro
El Bull-mastiff brasileño, también llamado Bandog brasileño, es una raza canina originaria de Brasil. Es un perro de extrema fuerza, coraje y con gran aptitud para la guardia y pastoreo de ganado. Fue creado por el zootecnista Fernando Xavier Llaves y por el ingeniero agrónomo Marcos Cortes Rondon Caporossi.  
La raza es reconocida por la SOBRACI en Brasil.

## Historia

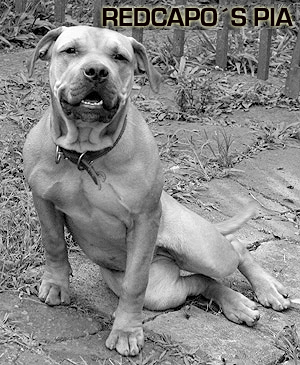
Perra bull-mastiff brasileño, llamada Redcapo's Pia

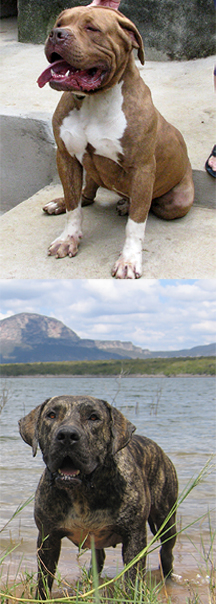
Dos perros Bull-mastiff brasileño.

El desarrollo de esta raza se inició el año de 1988 en Minas Gerais, Brasil. Desearon crear una raza rústica y atlética como los antiguos mastines y bulldogs de trabajo, y que se atiende a todas las expectativas de los ganaderos de los municipios de Coronel Xavier Llaves, Cataguases, Grano Mogol y otros municipios vecinos, que deseaban una raza muy resistente a prolongadas jornadas de trabajo, aún bajo altas temperaturas, apta para la caza o combate con animales que amenazaran sus rebaños, capaz de pastorear el ganado llevándolos para el corral sin herirlos, y que fuera apta para la guardia de la hacienda, de los rebaños y la protección de sus dueños. Con esos objetivos, y buscando las mejores características deseables de cada raza, sus criadores fueron cruzando selectivamente perros de las razas bullmastiff inglés, dogo de burdeos y pitbull americano de linajes de pelea; las razas bulldog americano y rottweiler también fueron usados en más pequeña escala; pitbulls con ascendentes de la raza tosa inu también, y muchos perros de la raza fila brasileño de haciendas fueron usados, e inclusive la raza fila brasileiro es la que más contribuyó con sus genes para la formación del bull-mastiff brasileño.
Para el reconocimiento oficial de la raza, sus creadores eligieron una entidad cinófila especializada en perros de trabajo: la estadounidense WMBO (World Wide Working Mollosser and Bulldog organization). Esta entidad, percibiendo el serio trabajo de desarrollo de la raza y los grandes atributos de este perro, prontamente lo reconoció como raza brasileña con el nombre de Brazilian Bull-mastiff; hasta entonces, era llamada Redcapo's, en alusión al nombre del criadero canil Redcapo's, propiedad de uno de sus idealizadores.

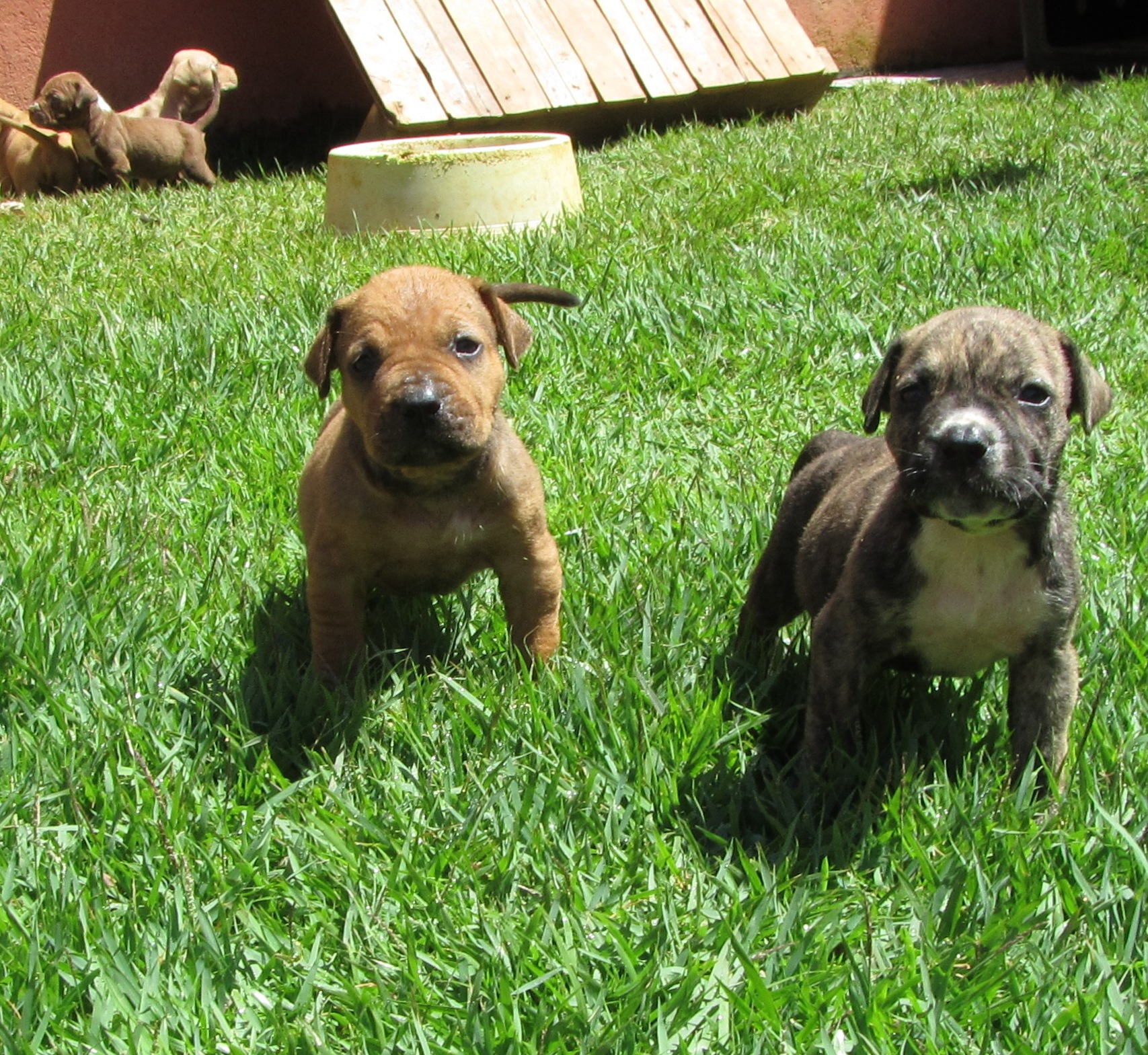
Cachorros.

## Temperamento
Guardián nato. Perro inteligente y dócil solamente con las personas de la casa. Debe poseer extremo coraje y mostrar sometimiento a la disciplina ante su dueño. Debe ser preferentemente amistoso con otros animales y perros. Pero debe ser valiente cuando provocado o bajo mando. Le gusta estar con toda la familia, principalmente con niños, pero es un perro de “pocos amigos” cuando el dueño no está en casa.

## Estándar

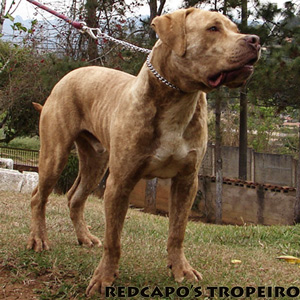
Bull-mastiff brasileño, llamado Redcapo's Tropeiro.

## Estándar[5]

### Cabeza
Pesada, ancha y robusta. Posee arrugas, principalmente cuando en atención. Formato cuadrado a levemente redondo, mirando de frente el tope de la cabeza es levemente separada en dos partes y con una línea longitudinal, sutil separándolas hasta el “stop” que debe ser leve.

### Cráneo
El perímetro del cráneo en la altura de las orejas debe ser aproximadamente la altura del perro medido en la altura a la cruz (aproximadamente 70 cm).

### Región facial
Máscara negra es recomendada.

### Nariz
Negro, o rojo siguiendo preferentemente el color del pelaje.

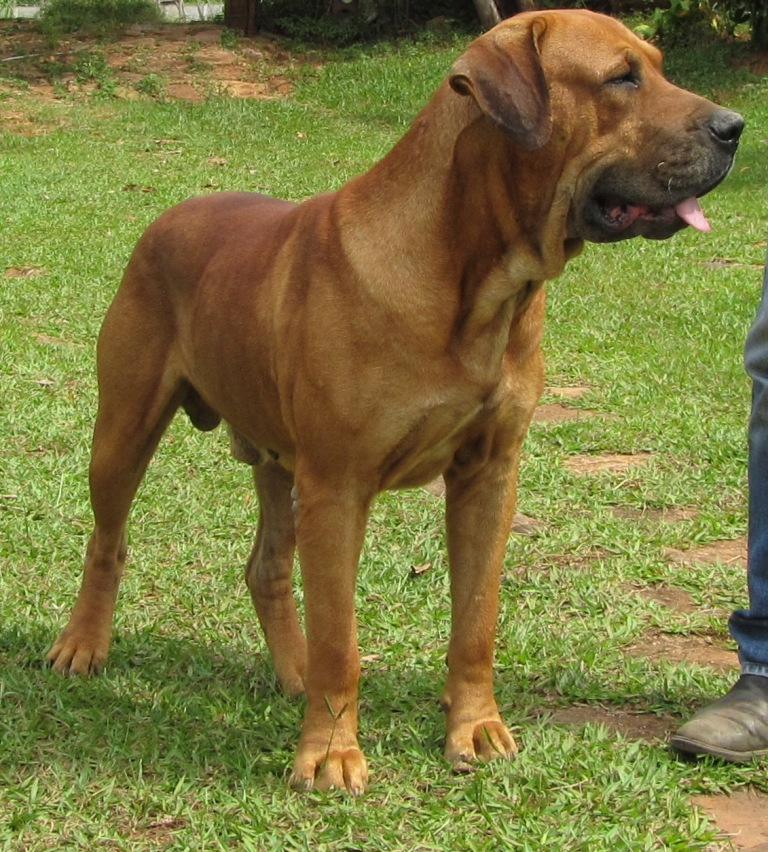
Bull-mastiff brasileño.

### Hocico
Levemente prognata, o torsiones con boca de mandíbula fuerte y potente. La mordida pesada es típica en la raza y debe ser factor preponderante en la selección de los sementales y matrices.

### Labios
De meso a largos o pendientes.

### Ojos
Ovales o almendrados, pudiendo ser levemente redondos, de memoria próximo al del pelaje.

### Orejas
Medias, semicaídas o pendientes, con la piel gruesa, de implante meso a alto.

### Cuello
Grueso, fuerte, con papada.

### Movimiento
El galope es de gran velocidad y elasticidad, permitiendo el perro trabajar con ganado o cazar roedores. Durante el trote, debe aparentar suavidad, sofisticación y encanto.

### Posteriores
La parte trasera principalmente en la región lumbar debe ser bien musculosa, las piernas son bien torneadas y pesadas. Angulaciones correctas en la región coxofemoral y en los corvejones. Grupa fuerte y redonda.

### Anteriores
Hombros fuertes y piernas delanteras paralelas, tórax amplio y con buena profundidad de pecho, patas deben ser grandes. El conjunto de hombros y piernas delanteras debe ser visiblemente musculoso y denotar potencia. Son permitidas patas ligeramente volcadas para fuera si el perro tiene buen movimiento, pero no es preferible. Patas con dedos abiertos y o esparcidos y con ángulos incorrectos es una falta grave.

### Cola
Deben presentarse de porte bajo a medio y levemente volcadas para arriba. Cuando el perro esté en estado de alerta, la cola tiende a levantarse. Inserción media.

### Piel, pelaje y colores
El perro podrá presentar piel suelta en el cuerpo, pero sin exageración, con arrugas en la cara y papada.
Pelaje: Por el corto. Cualquier variación de atigrados, negros, rojos y “Fawn” son permitidas con marcaciones blancas en cerca de 30% menos del cuerpo. Blancos son raros pero permitidos.

### Altura y peso aproximados
Altura: entre 60 y 70 cm los machos a la cruz; y 50 a 60 cm las hembras.
Peso: 50 a 60 kg los machos; y 35 a 50 kg las hembras.